# Danny Mansoni Ngombo
Danny Mansoni Ngombo (Congo-Kinshasa, 25 de octubre de 1963) es un exfutbolista de la República Democrática del Congo que jugaba en la posición de defensa.

## Carrera

### Club
| Periodo   | Club                   |
| --------- | ---------------------- |
| 1986-1990 | K Beerschot VAC        |
| 1990–1992 | KFC Germinal Ekeren    |
| 1992–1995 | RFC Seraing            |
| 1995–1996 | Royale Union Liègeoise |
| 1996–1997 | Wuppertaler SV         |
| 1997–1998 | Royal Charleroi SC     |
| 1998–1999 | RCS Visétois           |

### Selección nacional
Jugó para Zaire en 17 ocasiones de 1988 a 1994 y participó en tres ediciones de la Copa Africana de Naciones.

## Logros
- Tercera División de Bélgica (1): 1995/96